# Dzanga-Sangha
Dzanga-Sangha speciella reservat (även Dzanga-Sangha skogsreservat) är ett skogsreservat i sydvästra delen av Centralafrikanska republiken. Det instiftades 1990 och täcker 6865.54 km². Reservatet är ett av flera områden inom Dzanga-Sangha Complex of Protected Areas (DSCPA), vart och ett med sin egen skyddsstatus som tillsammans med Lobéké nationalpark i Kamerun och Nouabalé-Ndoki nationalpark i Kongo-Brazzaville, utgör världsarvet Sangha Trinational. Andra områden inom DSCPA är Dzanga Ndoki nationalpark vilken har två sektorer, den 495 km² stora Dzanga Park och den 725 km² stora Ndoki Park.  2006 beslutade skogsministrarna i Centralafrikanska skogskommissionen att länderna inom Kongoflodens avrinningsområde skulle instifta Sangha Trinational. Det speciella skogsreservatet sköts av Centralafrikanska skogskommissionen.

## Historia
Den speciella skogsreservatet instiftades 1990 tillsammans med dess granne Dzanga Ndoki nationalpark. Fram till 1986, var det fritt att jaga i skogarna. Därigenom har regionens tropiska skogar länge hotats av mänskliga aktiviteter, internationella företag och illegala lokala trädhuggare som tar ner träd och nyttjar naturresurserna. Lokalbefolkningen är också beroende av skogen, och röjer land för jordbruk och grundläggande förnödenheter.
1999, administrerades skogsreservatet gemensamt av Centralafrikanska ministeriet för miljö, vatten, skogar, jakt och fiske samt Världsnaturfonden WWF. Samma år, signerades den så kallade Yaoundédeklarationen, vilken är en överenskommelse om en trinationellt parksamarbete bestående av Dzanga-Sangha skogsreservat, Lobéké National Park i Kamerun och Nouabalé-Ndoki nationalpark i Kongo-Brazzaville. Denna park, Sangha Trinational, drivs av Centralafrikanska skogskommissionen under överinseende och finansiering av internationella djurskyddsgrupper såsom Världsnaturfonden WWF, Deutsche Gesellschaft für Internationale Zusammenarbeit och en:Wildlife Conservation Society (WCS).
2012 blev Sangha Trinational ett världsarv.

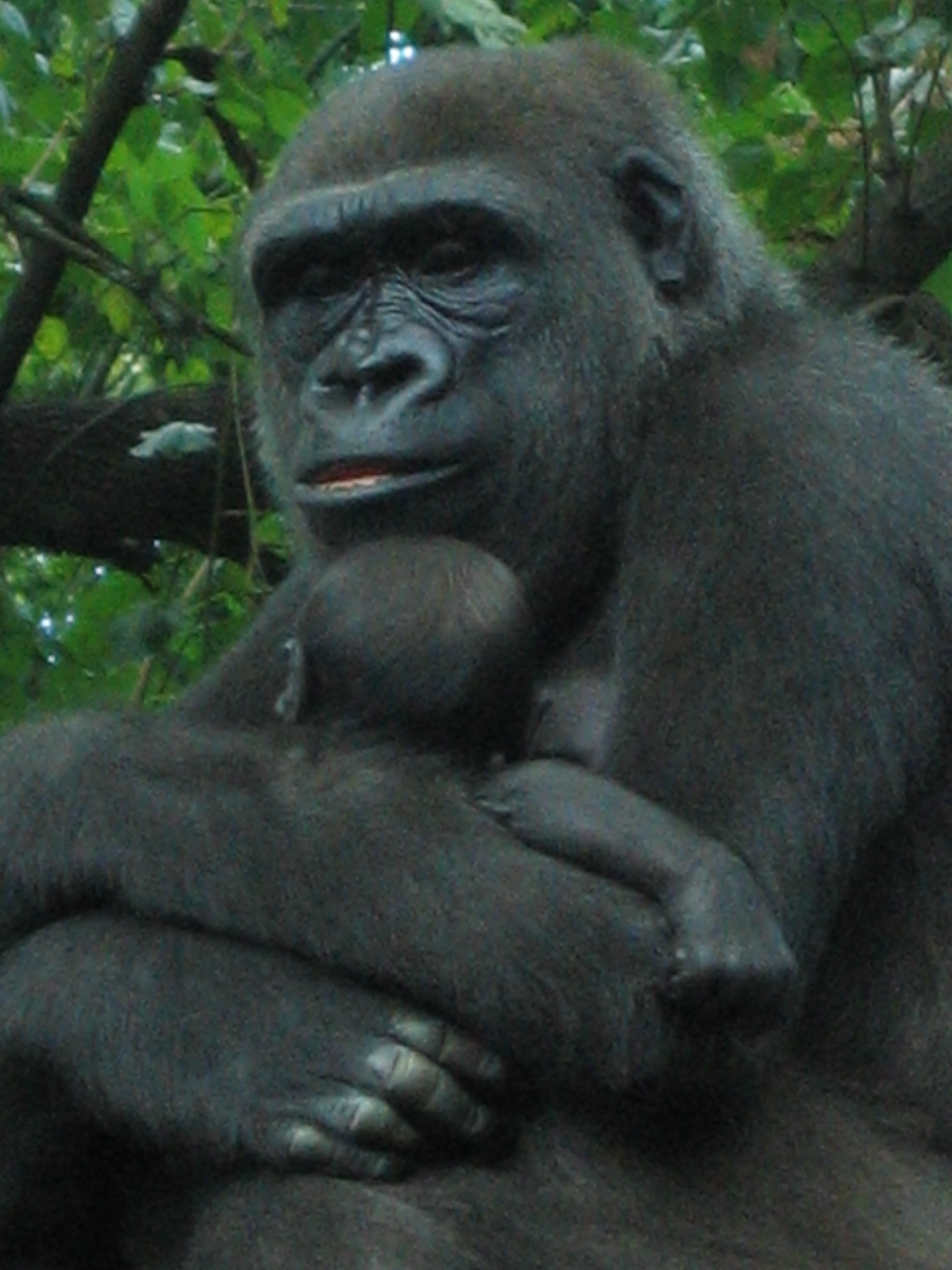
Västlig låglandsgorilla. Gorillor har blivit en inkomst fö reservatet genom ekoturism.

## Geografi och klimat

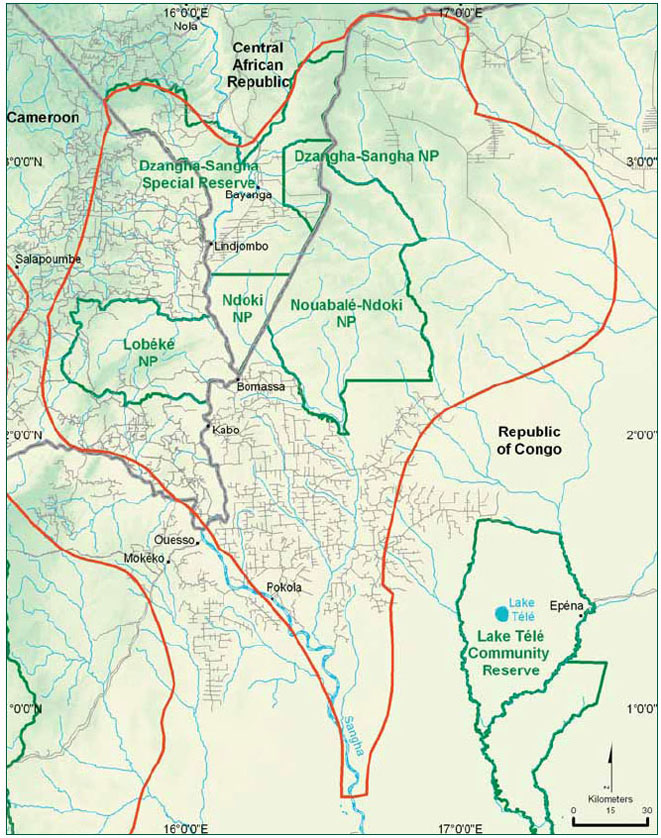
Sangha Trinational. Parken är märkt med dess namn på engelska, Dzanga Sangha Special Reserve.

Dzanga-Sangha skogsreservat ligger i sydvästligaste delen av Centralafrikanska republiken och gränsar till Kamerun i sydväst och Kongo-Brazzaville i sydväst. Parken består av nära 500 km² tropisk fuktskog som till största delen är ganska intakt. Tillsammans med systerreservaten Lobéké nationalpark i Kamerun och Nouabalé-Ndoki nationalpark i Kongo-Brazzaville, är denna regnskog den näst största i världen. Huvudfloden som rinner genom reservatet är Sangha, och tre-parkens avrinningsområde refereras till som Sangha Trinational.
Den genomsnittliga nederbörden är omkring 1500 mm och medeltemperaturen ligger på mellan 24 och 29 °C. Den största nederbördsmängden faller under den långa regnperioden från oktober till november och under den korta regnperioden mellan maj och juni.

## Flora and fauna

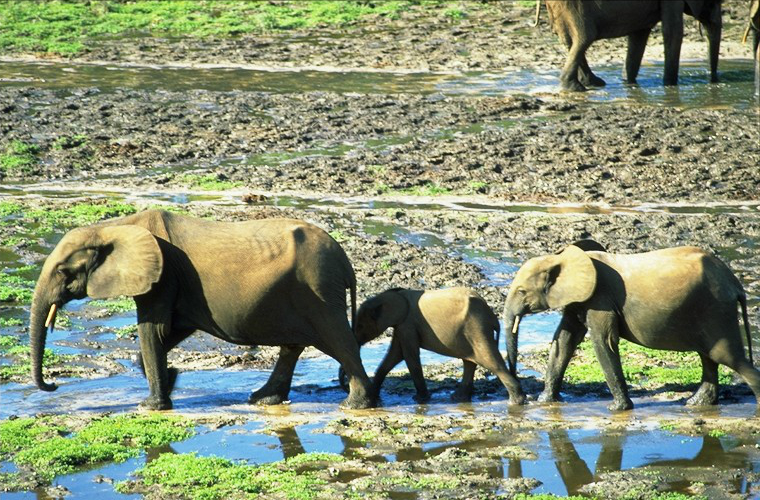
Skogselefanter i Dzanga-Sangha

Dzanga-Sangha skogsreservat är ekologiskt rik och har flera megafauna såsom västliga låglandsgorillor, skogselefanter, bongor, afrikanska skogsbufflar, med vitnäsade och mustaschprydda apor, gråkindade markattartade apor, busksvin, dykarantiloper och en mängd olika fågelarter. Värt att notera är ändå att de Västliga låglandsgorillorna och skogselefanterna. Skogsreservatet har en av de största populationstäta områdena i världen med gorillor och man uppskattar att 2 000 av dem liver i reservatets områden. Sedan instiftandet av reservatet har det blivit en viktig plats för forskningen, speciellt om den västliga låglandsgorillan och skogselefanten. Ett antal dokument har publicerats av naturalister som arbetar med parken, däribland Andrea Turkalo och Mike Fay samt Marcellin Agnagna. Det finns tusentals insektsarter. Bland gnagararter finns rörråttor, jätteråttor och jordpiggsvin. Reservatet är också känd för sina mörkkrönta skogsörnar som har ett genomsnittligt vingspann på 1,55 meter och den blåbröstade kungsfiskaren.
De tropiska skogarna innehåller hundratals växtarter däribland Entradrolphragus angolensis, Lophira alata,  Manilkara mabokeensis,  Monodora myristica, Ricinodendron heudlotii och arter som afrikanskt tulpanträd, gummiträd, strypfikus och cecropia.

## Mänsklig population
1999, uppskattade Kamiss att det fanns 4 500 människor i skogsreservatet. Av denna utgör Bakafolket 2 000-3 000. De bor i lerhyddor eller träskjul i byar över hela reservatet. Den största av byarna är Bayanga, medan Moussapoula, Kunda Papaye, och Yobe tillhör de mindre. Byarna Babongo och Lindjombo är svåra att ta sig till. Yandombe, alldeles söder om Bayanga, är en ganska ny bosättning grundad 1990. Den mesta jordbruksaktiviteten som pågår, såsom självförsörjande jordbruk, finns längs den stora nord-sydaxelns väg som knyter samman byarna norr om Bayanga med Lindjombo långt i söder. Den inhemska befolkningens huvudsakliga diet består av cassava, majs, jordnötter, robustakaffe, kokos, bananer, papaya, bär och hela blad. Stängsel som rests runt fält är gjorda av trådar med olika kastade objekt såsom burkar, lock och plastpåsar.
Morrissey observerade 1998 att arbetslösheten i området var högre än 90% i denna region av Centralafrikanska republiken. I november 1996, tillbringade American Museum of Natural History en del tid i byn Bayanga för att samla in data om reservatets ekosystem och det traditionella sättet att leva där.

## Forskning och turism
1997 involverades Världsnaturfonden WWF i Dzanga-Sangha Primate Habituation Program. Sedan 2001, har detta program tillsammans med Bakafolket och andra intressenter skapat "gorillaturism" i parken, som gör det möjligt för turister att komma nära och vara en stund med en gorillafamilj. Mellan slutet av 2001 och 2006 har över 700 besökare observerat de invanda gorillagrupperna i Bai Hokou.
2001, publicerades boken Inside the Dzanga Sangha Rain Forest: Exploring the Heart of Central Africa, som följer ett lag med foskare, konstnärer och filmskapare som letar efter låglandsgorillan, leoparder och sällsynta fåglar och insekter.
Cornell Universitys forskare Katy Payne påbörjade ett Elefantlyssningsprojekt i en glänta i den täta skogen. En serie av digitala inspelningsapparater drivna av bilbatterier plockar upp elefanternas mycket lågfrekventa ljud, vind och åska, och bygger därigenom upp ett "elefantlexikon" som hjälp till elefantforskare.